# Vredeszaal (Versailles)

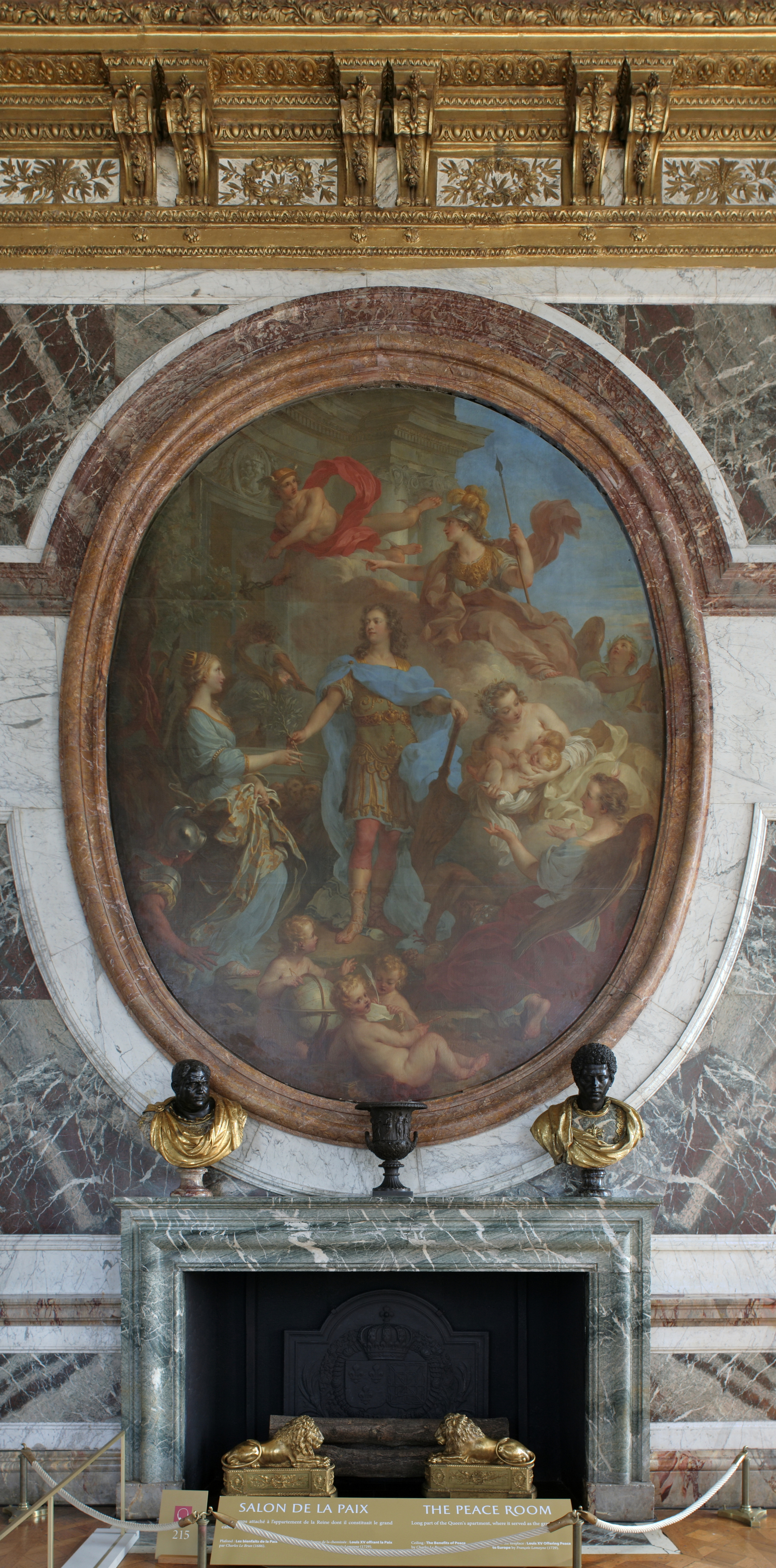
Louis XV offrant ses deux filles en témoignage de paix à l'Europe, François Lemoyne

De Vredeszaal is een marmeren en vergulde zaal op de eerste verdieping van het Kasteel van Versailles, even voorbij de Spiegelzaal en voor de vertrekken van de koningin.
Er is een schouw met een groot, ovaal schilderij erboven uit 1729, waarop de jonge Lodewijk XV staat afgebeeld, die als teken van vrede zijn tweelingdochters Henriëtte en Elisabeth aanbiedt aan Europa.
De zaal was ook speelzaal van de vorstin.